# Aeródromo Carolina
El Aeródromo Carolina (OACI: SCMY) es un terminal aéreo ubicado cerca de Michilla, comuna de Mejillones en la Provincia de Antofagasta, Región de Antofagasta, Chile. Es de propiedad pública.